# 봉천로
봉천로(奉天路)는 서울특별시 관악구 신림동 구로디지털단지역교차로(시흥대로)부터 봉천동 낙성대거리까지를 잇는 도로이다.
구 신대방길은 구로디지털단지역교차로(시흥대로)에서 시작되어 롯데타워아파트앞에서 봉천로로 합하여 끝나는 도로다. 왕복 4차선도로이며 총 거리는 1.94km이다.

## 역사
1972년 11월 26일 서울특별시 고시로 도로명이 최초로 부여되었다. 당시 고시된 구간은 상도동(장승백이) - 봉천동 - 서울대학교이었다.

## 노선
구로디지털단지역교차로 - 신림현대아파트 - 신대방역사거리 - 신림우방아파트 - 도림교 - 롯데타워아파트 - 당곡사거리(당곡역) - 봉천1치안센터 - 은천길입구삼거리 - 현대시장 - 봉천로사거리 - 봉천동 먹자골목 - 서울원당초등학교(남부순환로) - 낙성대입구교차로 - 동아타운아파트

## 연결도로
- 기점: 시흥대로
- 종점: 낙성대거리
- 난곡로
- 대림로
- 신사로
- 보라매로
- 신림로
- 관악로
- 남부순환로
- 양녕로

## 경유지
서울특별시
- 동작구 - 관악구